# La colegiala
Pour les articles homonymes, voir Collégien.
Clip vidéo
[vidéo] « La Colegiala - Rodolfo y Su Tipica (1980) », sur YouTube
[vidéo] « Los Ilusionistas - La Colegiala (1977) », sur YouTube
[vidéo] « La Colegiala - Los Koyas », sur YouTube
La colegiala (la collégienne, en espagnol) est une chanson cumbia latino-espagnole, écrite et composée par le péruvien Walter Leon Aguilar, du groupe péruvien Los Ilusionistas, qui l’enregistre avec succès au Pérou en 1977,. Elle devient un tube international en 1980 avec sa reprise du groupe colombien Rodolfo y su Tipica RA7 (en) de Rodolfo Aicardi.

## Histoire
Walter León Aguila écrit, compose, interprète et enregistre cette chanson au Pérou, inspirée de cumbia péruvienne populaire locale, avec des paroles d'amour adolescente. Elle devient rapidement un tube dans toute l'Amérique latine.

## Publicité Nescafé
La chanson est popularisée en France et dans le monde en 1982 par une reprise du groupe colombien Rodolfo y su Tipica RA7 (en) de Rodolfo Aicardi, musique d'une importante campagne de spot publicitaire à succès de la télévision française des années 1980 pour le café Nescafé. La chanson est alors enregistrée avec un succès international en 45 tours sur le label RCA Records, avec, en face B, La subienda par Gabriel Romero (composée par Senon Palacio). Elle permit une augmentation de 60% des ventes de ce café, et fut parfois associée par confusion avec une importante campagne de publicité concurrente similaire pour El Gringo de Jacques Vabre de 1986,,.

## Reprises et adaptations
La colegiala a été reprise par de nombreux interprètes, dont La Sonora Dinamita (1982), Gary Low (1984) (version disco : tube en Allemagne et Benelux), Sandra Reemer (1990) (un tube aux Pays-Bas), Alex Bueno (1990), Café Latino (1992), Calo (1995) (puis en duo avec Margarita en 2007), Richard Gotainer (1996, adaptée en français : Les frappés du café), Crooked Stilo (2004) (rebaptisée Mis Colegialas), Belle Perez (2010, avec quelques changements dans les paroles), King África (rebaptisée Africana, avec quelques différences au niveau de la musique et des paroles), İdo Tatlıses (rebaptisée Sen en turc), Los Koyas (album Flûtes des Andes, Les plus grands thèmes), Arielle Dombasle (album Diva Latina de 2011), Mr. Bachata - Colegiala ft. Fuji Latifudia, Miki Dice, Black Vybez (2020), Pitbull x Farruko x IAmChino x El Alfa x Omar Courtz (titre Ten Cuidado de 2021)...

## Cinéma, télévision
- 1982 : Spot publicitaire pour le café Nescafé, avec la reprise du groupe colombien Rodolfo y su Tipica RA7 (en) de Rodolfo Aicardi[14].